# Referéndum constitucional de Guyana de 1978
Un referéndum constitucional tuvo lugar en la República Cooperativa de Guyana el 10 de julio de 1978, durante el gobierno de Forbes Burnham. Fue la única consulta popular de la historia de Guyana, e irónicamente su propuesta era precisamente abolir el Artículo 73 de la constitución de 1966, que establecía la necesidad de referéndums para modificar ciertas disposiciones arraigadas de la constitución (incluidos los poderes presidenciales, la disolución del Parlamento y el sistema electoral) y en cambio, permitiera que estas fuesen modificadas por una mayoría de dos tercios en el parlamento. El gobernante Congreso Nacional del Pueblo poseía en ese momento una mayoría de dos tercios, pero esta solo le servía para convocar a la reforma, no para realizarla a voluntad. El referéndum, además de abolir el mencionado apartado, aplazaría un año o dos las elecciones generales, previstas para agosto de 1978, y el parlamento elegido en 1973 se convertiría en Asamblea Constituyente.
El proyecto de ley fue aprobado por el Parlamento el 10 de abril, y el referéndum se celebró tres meses después. Según los informes, los cambios fueron aprobados por el 97,09% de los votantes con una participación del 70,77%. Sin embargo, al oposición denunció que se trató de un masivo fraude electoral por parte del gobierno. El Partido Progresista del Pueblo (PPP), del ex primer ministro Cheddi Jagan, había boicoteado el proceso, y afirmó que la participación real fue solo entre 10% y 14%.
Después del referéndum, el período parlamentario se prolongó y una nueva constitución socialista fue escrita y promulgada en 1980, manteniéndose vigente desde entonces.

## Resultados
|  | 97.09 % |

|  | 2.91 % |

|  | 99.48 % |

|  | 0.52 % |

|  | 100.00 % |

|  | 70.77 % |